# Indiana Pacers 1986-1987
La stagione 1986-87 degli Indiana Pacers fu l'11ª nella NBA per la franchigia.
Gli Indiana Pacers arrivarono quarti nella Central Division della Eastern Conference con un record di 41-41. Nei play-off persero al primo turno con gli Atlanta Hawks (3-1).

## Roster
| N° | Naz.                   | Ruolo | Sportivo          | Anno | Alt. | Peso |
| -- | ---------------------- | ----- | ----------------- | ---- | ---- | ---- |
| 4  | Stati Uniti (bandiera) | G     | Clint Richardson  | 1956 | 191  | 88   |
| 7  | Stati Uniti (bandiera) | A     | Michael Brooks    | 1958 | 201  | 100  |
| 10 | Stati Uniti (bandiera) | G     | Vern Fleming      | 1962 | 196  | 84   |
| 15 | Stati Uniti (bandiera) | GA    | Ron Anderson      | 1958 | 201  | 98   |
| 23 | Stati Uniti (bandiera) | AC    | Wayman Tisdale    | 1964 | 206  | 109  |
| 25 | Stati Uniti (bandiera) | GA    | John Long         | 1956 | 196  | 88   |
| 31 | Stati Uniti (bandiera) | G     | Walker Russell    | 1960 | 196  | 88   |
| 32 | Stati Uniti (bandiera) | AC    | Herb Williams     | 1958 | 208  | 110  |
| 33 | Stati Uniti (bandiera) | A     | Clark Kellogg     | 1961 | 201  | 102  |
| 40 | Stati Uniti (bandiera) | C     | Steve Stipanovich | 1960 | 211  | 111  |
| 44 | Stati Uniti (bandiera) | G     | Kyle Macy         | 1957 | 191  | 79   |
| 45 | Stati Uniti (bandiera) | A     | Chuck Person      | 1964 | 203  | 100  |
| 50 | Stati Uniti (bandiera) | A     | Pete Verhoeven    | 1959 | 206  | 98   |
| 54 | Stati Uniti (bandiera) | C     | Greg Dreiling     | 1963 | 216  | 113  |
| 55 | Panama (bandiera)      | AC    | Stuart Gray       | 1963 | 213  | 107  |

## Staff tecnico
- Allenatore: Jack Ramsay
- Vice-allenatori: Dick Harter, Dave Twardzik, Mel Daniels
- Preparatore atletico: David Craig